# Hikaru Kuba
Hikaru Kuba (久場 光 Kuba Hikaru?), född 9 april 1990 i Okinawa prefektur, är en japansk före detta fotbollsspelare.
Kuba började sin karriär 2009 i Nagoya Grampus. Efter Nagoya Grampus spelade han för Ehime FC och FC Ryukyu. Han avslutade karriären 2013.